# Elymus tangutorum
Elymus tangutorum là một loài thực vật có hoa trong họ Hòa thảo. Loài này được (Nevski) Hand.-Mazz. mô tả khoa học đầu tiên năm 1936.